# Tomas Ledin (musikalbum)
Tomas Ledin är den svenske rockartisten Tomas Ledins femte studioalbum, utgivet på skivbolaget Polydor 1977.
Skivan utgavs ursprungligen på LP, men återutgavs på CD 1991. Tre av låtarna på skivan fanns med i Melodifestivalen 1977: "Minns du Hollywood", "Du och jag och sommaren" och "Charlie Chaplin". "Minns du Hollywood" framfördes av Ledin själv och kom på femte plats, "Du och jag och sommaren" av Mats Rådberg och kom på tionde plats (sist) och "Charlie Chaplin" av Eva Rydberg och kom på sjunde plats. "Minns du Hollywood" utkom även som singel 1977 med en tredjeplats som bäst på singellistan. Albumet Tomas Ledin nådde som bäst en sjundeplats på albumlistan.
På skivan medverkar en rad kända artister, däribland Jojje Wadenius och Janne Schaffer.

## Låtlista
Alla låtar är skrivna av Tomas Ledin.

### LP
A
1. "Introduktion" – 1:00
2. "Minns du Hollywood" – 3:28
3. "Dansa, dansa" – 3:32
4. "Du och jag och sommaren" – 3:30
5. "Fantasi" – 3:15
6. "Du har verkligen rätt, Agneta" – 4:27

B
1. "I natt är jag din" – 6:02
2. "Ta' mej" – 3:05
3. "Mina ögons färg" – 3:50
4. "Charlie Chaplin" – 3:30
5. "La Floridita" – 6:35

### CD
1. "Introduktion" – 1:00
2. "Minns du Hollywood" – 3:28
3. "Dansa, dansa" – 3:32
4. "Du och jag och sommaren" – 3:30
5. "Fantasi" – 3:15
6. "Du har verkligen rätt, Agneta" – 4:27
7. "I natt är jag din" – 6:02
8. "Ta' mej" – 3:05
9. "Mina ögons färg" – 3:50
10. "Charlie Chaplin" – 3:30
11. "La Floridita" – 6:35

## Medverkande
- Bosse "Blomman" Blombergh – röst på "Du har verkligen rätt, Agneta"
- Leif Carlquist – arrangemang, piano, orgel, slagverk, synth, rörklockor, producent
- Lena Ericsson – kör
- Rolf Eriksson – elgitarr, akustisk gitarr
- Åke Grahn – tekniker
- Wlodek Gulgowski – bas, gitarr och trummor
- Rutger Gunnarsson – elbas
- Valdemar Hajer – altsaxofon
- Lennart Karlsmyr – tekniker
- Tomas Ledin – slagverk, akustisk gitarr, sång
- Diana Nuñez – kör
- Roger Palm – trummor
- Pekka Pohjola – elbas
- Janne Schaffer – elgitarr, akustisk gitarr, talkbox
- Anita Strandell – kör
- Peter Sundell – trummor
- Jojje Wadenius – elgitarr
- Kajtek Wojciechowski – tenorsaxofon

## Listplaceringar
| Lista (1977) | Topplacering |
| ------------ | ------------ |
| Sverige      | 7            |

### Fotnoter
1. 1 2 3 4  ”Tomas Ledin”. Discogs.com. http://www.discogs.com/Tomas-Ledin-Tomas-Ledin/release/1785823. Läst 14 januari 2013.
2. ↑  ”Melodifestivalen 1977”. Sveriges Television. https://www.svt.se/melodifestivalen/melodifestivalen-1977?. Läst 14 januari 2013.
3. ↑  ”Minns du Hollywood”. Hitparad. http://swedishcharts.com/showitem.asp?interpret=Tomas+Ledin&titel=Minns+du+Hollywood&cat=s. Läst 14 januari 2013.
4. 1 2  Placeringar på den svenska albumlistan